# Boukou
Boukou est un village situé dans le département de Siglé de la province de Boulkiemdé dans la région du Centre-Ouest au Burkina Faso.

## Histoire
Du point de vue traditions et religions, le village de Boukou, est dirigé par un prince communément appelé Nabiiga. les religions animiste, catholique, prostestante et l'islam coexistent pacifique dans le village. le Nabiiga de Boukou est sous l'autorité coutumière du Lallé Naba Djiguimdé.

## Éducation et santé
Le centre de soins le plus proche de Boukou est le centre de santé et de promotion sociale (CSPS) de Siglé.